# Volksbank Viersen
Die Volksbank Viersen eG ist eine  Genossenschaftsbank mit Sitz in Viersen und sechs Geschäftsstellen im Einzugsgebiet Viersen, Schwalmtal und Niederkrüchten.

## Geschichte
Nachdem im Jahr 1920 die Kreis-, Bezugs- und Absatzgenossenschaft (KBAG) gegründet worden war, fehlte für diese Unternehmung sowie den Mitgliedern ein eigenes Kreditinstitut. Die KBAG konnte den notwendigen Kapitalbedarf ebenso wenig decken wie die Landwirtschaft und das Gewerbe. So kam man 1924 zu dem Entschluss, eine eigene Bank zu gründen, die mithelfen sollte, das Warengeschäft der KBAG zu finanzieren und für die Landwirte das erforderliche Kapital zur Verfügung zu stellen. Die Mitglieder dieser reinen Warengenossenschaft gründeten am 29. Februar 1924 ein Geldinstitut mit dem Namen Niederrheinische Bauernbank. Am 9. Juni 1924 wurde die Genossenschaft in das Register beim Amtsgericht eingetragen, nachdem der Firmenname aus rechtlichen Gründen zuvor noch geändert werden musste. Die Mitglieder entschieden sich schließlich für die Firmierung Landwirtschaftliche Bank eGmbH, Dülken. Am 18. Oktober 1924 war das neu errichtete Bankgebäude Süchtelner Straße 50 in Dülken fertiggestellt. Zunächst übernahmen die Mitarbeiter der KBAG die Erledigung der täglichen Arbeiten, wodurch die neue Bank zunächst ohne große Kostenbelastungen auf dem Weg kam.
1939 erfolgte eine Verlegung der Geschäftsräume in das Hauptgebäude der KBAG. 1965 war die Errichtung der Zweigstelle Neumarkt in Dülken und Änderung des Firmennamens in Spar- und Kreditbank eGmbH Dülken. 1966 kam es zur Übernahme der Geldgeschäfte von der mit der KBAG verschmolzenen Spar- und Darlehenskasse Amern unter Beibehaltung einer Zweigstelle in Amern, Hauptstraße 59. 1969 war die Umgestaltung der Zweigstelle Neumarkt und Ausbau zur Hauptstelle. 1970 war die Verlagerung der Hauptstelle von der Brabanter Straße (Beibehaltung als Zweigstelle) zur Stadtmitte. 1987 kam es zur Fusion mit der Volksbank Viersen eG, Viersen und Namensänderung der Gesamtbank in Volksbank Viersen eG. Durch die Fusion erhöhte sich das Filialnetz um drei Geschäftsstellen in Viersen (Theodor-Heuss-Platz 1, Gereonstraße 12 und Helenenstraße 37) und das Warenlager Ernst-Moritz-Arndt-Str. 11 (bis 1988). 1999 folgte eine Fusion mit der Süchtelner Bank eG; die Geschäftsräume Tönisvorster Straße 11 in Süchteln wurden danach als Filiale genutzt. 2010 erfolgte eine Fusion mit der Volksbank Schwalmtal eG; das Filialnetz wurde damit erweitert um die Geschäftsstellen in Niederkrüchten, Rathausstraße 2–4 und Waldniel, Dülkener Straße 30–32.
Im Zusammenschluss der Genossenschaftsbanken in Viersen, Dülken, Süchteln und Schwalmtal ist die Volksbank Schwalmtal eG die älteste Genossenschaft. Sie wurde am 6. Februar 1894 als Niederkrüchtener Spar- und Darlehnskassenverein eGmuH mit Sitz in Niederkrüchten gegründet.

## Lichthof-Galerie der Volksbank Viersen
Die Lichthof-Galerie ist die Kunstgalerie der Volksbank Viersen. An zwei Standorten (Süchteln und Waldniel) werden Kunstwerke lokaler, überregionaler und internationaler Künstler ausgestellt.
In internen Bereichen der Volksbank Viersen sind zehn gerahmte Siebdrucke zu sehen. Alle Werke haben das Format 70 × 100 Zentimeter und sind auf hochwertigen Papieren gedruckt. Die Werke gehören zur 1999 vom Verein für Heimatpflege e. V. Viersen herausgegebenen Grafik-Edition. Die Gesamtauflage der Edition ist auf 40 Stück limitiert. Die Volksbank Viersen besitzt die Exemplare der Serie 28. Die Originale sind Werke der Künstler K. H. Hödicke, Peter Kastner, Michael Schoenholtz, Erwin Heerich, Anthony Cragg, David D. Lauer, Mark di Suvero, Bill Scott, Heinrich Gillis Görtz und Norbert Tadeusz.
Weiterhin zu sehen ist ein großformatiges Werk (5 Meter mal 1 Meter) des Künstlers Emil Schult, der in den 70er Jahren gemeinsam mit der deutschen Musikgruppe Kraftwerk Geschichte schrieb. Es handelt sich um das Werk „Die Geschichte des Geldes“, in dem auf fünf Tafeln wichtige Etappen aus dem gesellschaftlichen Zahlungsverkehr bis hin zum Euro dargestellt sind. Die Tafelbilder sind unter Verwendung von Blattgold, Blattsilber, Kupfer und Farbe in der Technik der Hinterglasmalerei entstanden, die Emil Schult perfektioniert hat. Weitere kleinere Werke von Emil Schult und anderen Künstlern schmücken interne Bereiche der Bank.